# Tubarão (filme)
Tubarão (título original em inglês: Jaws) é um filme de suspense estadunidense de 1975 dirigido por Steven Spielberg, baseado no romance homônimo publicado no ano anterior por Peter Benchley. É estrelado por Roy Scheider como o chefe de polícia Martin Brody, que, com a ajuda de um biólogo marinho (Richard Dreyfuss) e um caçador profissional de tubarões (Robert Shaw), tenta capturar um grande tubarão-branco devorador de pessoas que ataca banhistas em uma cidade turística de verão. Murray Hamilton interpreta o prefeito da cidade, enquanto Lorraine Gary interpreta a esposa de Brody. O roteiro é creditado ao próprio Benchley (criador do livro original), que escreveu os primeiros rascunhos, e ao ator e escritor Carl Gottlieb, que reescreveu o roteiro em meio às filmagens do filme.
Rodado principalmente em Martha's Vineyard, no estado americando do Massachusetts, de maio a outubro de 1974, Tubarão foi o primeiro grande filme a ser filmado no oceano e, consequentemente, teve uma produção problemática, ultrapassando o orçamento e o cronograma. Como os tubarões mecânicos do departamento de arte frequentemente apresentavam mau funcionamento, Spielberg decidiu "sugerir a presença" do tubarão em diversas cenas, empregando um tema musical sinistro e minimalista criado pelo compositor John Williams para indicar suas aparições iminentes. Spielberg e outros cineastas compararam essa abordagem sugestiva com os estilos do diretor Alfred Hitchcock. O lançamento do filme pela Universal Pictures em mais de 450 telas foi um lançamento excepcionalmente amplo para um filme de um grande estúdio na época, sendo acompanhado por uma extensa campanha de marketing que enfatizou fortemente os comerciais de televisão e produtos complementares.
Considerado um ponto de virada decisivo na história do cinema, Tubarão se tornou o primeiro grande sucesso de verão, virando rapidamente um blockbuster além de ganhar vários prêmios por sua música e edição. Se tornou o filme de maior bilheteria de todos os tempos até o lançamento de Star Wars dois anos depois; ambos os filmes foram essenciais para estabelecer o modelo de negócios moderno de Hollywood, que busca altos retornos de bilheteria de filmes de ação e aventura com premissas simples de alto conceito, lançados durante o verão em milhares de cinemas e amplamente anunciados. Tubarão foi seguido por três sequências (nenhuma das quais envolveu Spielberg ou Benchley) e originou muitos thrillers imitativos. Em 2001, a Biblioteca do Congresso dos Estados Unidos o selecionou para preservação no National Film Registry.

## Enredo
Uma festa na praia ocorre ao anoitecer na pacata Amity Island, onde uma mulher chamada Chrissie Watkins vai nadar no oceano. Enquanto nada a jovem é violentamente puxada para o fundo do mar. No dia seguinte, alguns de seus restos mortais são encontrados na areia da praia. Um examinador conclui que a morte da garota foi causada por um ataque de tubarão e recomenda que o chefe de polícia da cidade Martin Brody interdite as praias. Todavia, o prefeito Larry Vaughn impede isso, temendo assustar os turistas e afetar a economia da pequena cidade. O legista passa a concordar, sob influência do prefeito, de que a moça foi morta em um acidente de barco. Brody aceita relutantemente esta conclusão até outro ataque fatal de tubarão ocorrer pouco depois. Uma recompensa é então oferecida a aquele que conseguir capturar o animal, o que origina muitas buscas amadoras ao tubarão. O caçador de tubarões profissional local Quint oferece seus serviços por US$ 10.000. Enquanto isso, o oceanógrafo Matt Hooper examina os restos de Watkins e confirma que a mulher foi realmente atacada por um tubarão.
Os pescadores locais capturam um tubarão-tigre médio, levando o prefeito a proclamar as praias seguras. Hooper duvida que o animal capturado possa ser o mesmo predador que atacara Chrissie, suposição essa confirmada depois que nenhum resíduo humano é encontrado dentro dele. Hooper e Brody encontram um navio parcialmente afundado ao procurar o verdadeiro animal, e Hooper encontra um grande dente de tubarão branco embutido no casco submerso, mas acidentalmente perde-o após se assustar com o cadáver do dono da embarcação.
No dia seguinte, Vaughn não crê nas afirmações de Brody e Hooper de que o tubarão ainda está à solta e se recusa a fechar as praias, permitindo apenas precauções adicionais de segurança. No fim de semana do feriado de 4 de julho, os turistas enchem as praias. Após uma brincadeira juvenil o verdadeiro tubarão entra em um estuário nas proximidades, matando um velejador e fazendo com que o filho de Brody, Michael, entre em choque. O policial Brody finalmente convence o prefeito Vaughn de que o ainda existe perigo no mar de Amity Island. O caçador Quint é recrutado pelo prefeito a caça ao ameaçador tubarão.
Quint, Brody e Hooper partem no barco do caçador, o "Orca", para capturarem o tubarão. Enquanto Brody joga uma trilha de peixes frescos pelo mar afim de atrair o predador, o animal surge repentinamente. Quint arpoa o tubarão o amarrando a um barril, mas o predador arrasta o barril para debaixo d'água e desaparece.
Ao anoitecer, quando Quint conta sobre como presenciou durante a Segunda Guerra Mundial tubarões atacarem os sobreviventes do navio USS Indianapolis, o grande animal retorna inesperadamente, e empurra o casco do barco, quebrando o motor; os homens trabalham durante a noite para consertá-lo. De manhã, Brody tenta chamar a guarda costeira, mas Quint danifica o rádio propositadamente por conta de sua obsessão de conseguir a captura e a recompensa sozinho. Depois de uma perseguição longa, Quint arpeia outro barril no tubarão. A linha está amarrada à popa, mas o tubarão arrasta o barco para trás, inundando o convés e o compartimento do motor, forçando Quint a cortar a linha para impedir que o barco seja completamente danificado. Os homens então dirigem-se para a costa, com a intenção de atrair o tubarão para águas mais rasas e pegá-lo, mas o motor do barco apresenta muitas falhas até não funcionar mais.
Com o barco lentamente afundando, o trio tenta uma abordagem mais arriscada: Hooper coloca seu equipamento de mergulho e entra na água dentro de uma gaiola à prova de tubarões com a intenção de injetar letalmente o animal com estricnina. Contudo, o grande tubarão consegue destruir a gaiola antes que Hooper possa injetar a substância, com Hooper escapando para o fundo do mar. O tubarão então ataca o barco diretamente, matando Quint. Preso no navio afundando, Brody consegue colocar um tanque de mergulho na boca do tubarão e, subindo no mastro, usa o rifle de Quint para atirar no cilindro, explodindo-o e matando o tubarão. Hooper ressurge são e salvo e ele e Brody nadam de volta para Amity Island se agarrando aos destroços do Orca.

## Elenco
- Roy Scheider como Martin Brody
- Robert Shaw como Quint
- Richard Dreyfuss como Matt Hooper
- Lorraine Gary como Ellen Brody
- Murray Hamilton como Larry Vaugh
- Carl Gottlieb como Meadows
- Jeffrey Kramer como Hendricks
- Susan Backlinie como Chrissie Watkins
- Chris Rebello como Michael Brody
- Jay Mello como Sean Brody
- Jeffrey Voorhess como Alex Kintner
- Peter Benchley como repórter de televisão
- Steven Spielberg como voz do rádio

## Produção

### Desenvolvimento

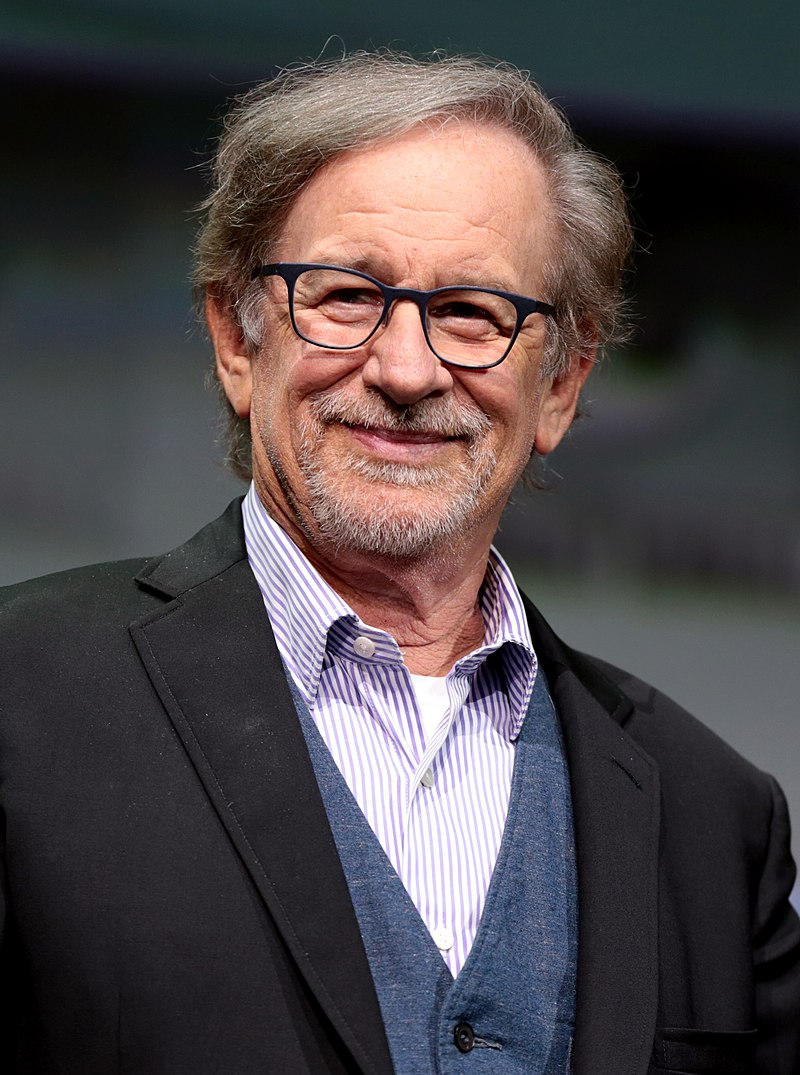
O diretor Steven Spielberg em 2018.

Richard D. Zanuck e David Brown, produtores da Universal Pictures, ouviram falar independentemente sobre o livro Tubarão, de Peter Benchley. Brown tomou conhecimento da existência do romance na seção de literatura da revista de estilo de vida Cosmopolitan, então editada por sua esposa, Helen Gurley Brown. Um pequeno cartão escrito pelo editor de livros da revista deu uma descrição detalhada do enredo, concluindo com o comentário "pode dar um bom filme". Os produtores leram o livro ao longo de uma única noite e concordaram na manhã seguinte que era "a coisa mais emocionante que já haviam lido" e que queriam produzir uma versão cinematográfica, embora não tivessem certeza de como isso seria feito. Eles compraram os direitos do filme em 1973, um pouco antes da publicação do livro, por aproximadamente US$ 175.000 (equivalente a US$ 1.240.000 em valores de 2024). Brown chegou a declarar que se tivessem lido o livro mais uma vez ele e Zanuck nunca teriam feito o filme porque teriam percebido o quão difícil seria executar certas sequências.
Para a direção do filme, Zanuck e Brown primeiro consideraram o veterano cineasta John Sturges (cujo currículo incluía outra aventura marítima, O Velho e o Mar de 1958) antes de oferecer o trabalho a Dick Richards, que havia estreado como diretor de cinema em The Culpepper Cattle Co. no ano anterior. Entretanto, os produtores logo ficaram irritados com o hábito de Richards de descrever o tubarão como uma baleia e o retiraram do projeto. Enquanto isso, Steven Spielberg desejava muito dirigir Tubarão. Então jovem com 26 anos, Spielberg tinha acabado de dirigir seu primeiro filme teatral, The Sugarland Express (1974), para Zanuck e Brown. No final de uma reunião em seu escritório, Spielberg notou sua cópia do romance de Benchley ainda não publicado e, após lê-lo, ficou imediatamente cativado. Mais tarde, ele observou que o projeto era semelhante ao seu filme para televisão de 1971, Duel, pois ambos tratam de "seres 'leviatãs' que atacam todos os homens". Ele também revelou no documentário The Making of Jaws, no lançamento do DVD do filme em 2012, que ele fez referência direta a Duel ao reaproveitar o som do caminhão sendo destruído como o rugido da morte do tubarão. Após a saída de Richards, os produtores contrataram Spielberg para dirigir o projeto em junho de 1973, antes do lançamento de The Sugarland Express.
Antes do início da produção, Spielberg começou a ficar relutante em continuar com Tubarão, com medo de ser estereotipado como o "diretor de caminhões e tubarões". Ele queria se mudar para a produção de Lucky Lady (1975) da 20th Century Fox, mas a Universal exerceu seu direito sob seu contrato com Spielberg de vetar sua saída. Brown ajudou a convencer Spielberg a continuar com o projeto, dizendo a ele: "depois de Tubarão, você pode fazer todos os filmes que quiser". O filme recebeu um orçamento inicial de US$ 3,5 milhões e um cronograma de filmagens de 55 dias. A fotografia principal estava programada para começar em maio de 1974. A Universal queria que as filmagens terminassem até o final de junho, quando o contrato dos grandes estúdios com o Screen Actors Guild estava prestes a expirar, para evitar interrupções devido a uma possível greve.

### Escrita do roteiro

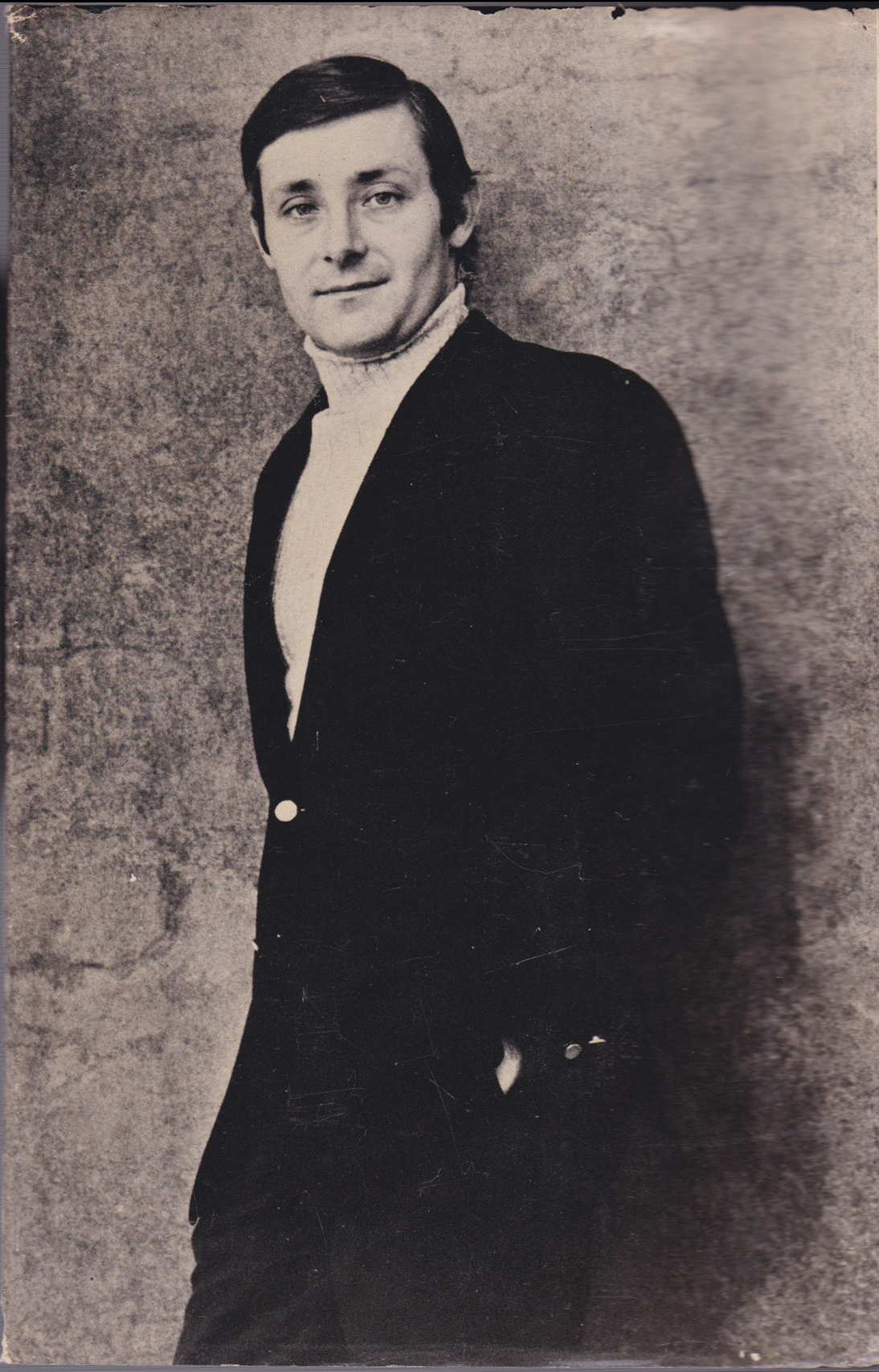
Os três primeiros rascunhos do roteiro de Tubarão foram escritos por Peter Benchley (aqui fotografado em 1974), o autor do romance original

Para a adaptação para o cinema, Spielberg queria manter o enredo básico do romance, mas descartou muitas das subtramas de Benchley. Ele declarou que sua parte favorita do livro era a caça ao tubarão nas últimas 120 páginas e disse a Zanuck quando aceitou o trabalho: "Gostaria de fazer o filme se pudesse mudar os dois primeiros atos e basea-los no material do roteiro original e, então, ser muito fiel ao livro no último terço". Quando os produtores compraram os direitos de seu romance, eles prometeram a Benchley que ele poderia escrever o primeiro rascunho do roteiro. A intenção era garantir que um roteiro pudesse ser feito apesar da ameaça iminente de uma greve do Writer's Guild, já que Benchley não era sindicalizado. No geral, ele escreveu três rascunhos antes que o roteiro fosse entregue a outros escritores; entregando sua versão final para Spielberg, ele declarou: "Estou escrito nisso, e isso é o melhor que posso fazer". Benchley mais tarde descreveu sua contribuição para o filme finalizado como "o enredo e as coisas do oceano - basicamente, a mecânica", já que ele "não sabia como colocar a textura dos personagens em um roteiro". Uma de suas mudanças foi remover o caso adúltero do romance entre Ellen Brody e Matt Hooper, por sugestão de Spielberg, que temia que isso comprometesse a camaradagem entre os homens no Orca. Durante a produção do filme, Benchley concordou em retornar e desempenhar um pequeno papel na tela atuando como um repórter de televisão.
Spielberg, que sentiu que os personagens do roteiro de Benchley ainda eram desagradáveis, convidou o jovem roteirista John Byrum para fazer uma reescrita, mas ele recusou a oferta. Os criadores da série de TV Columbo, William Link e Richard Levinson, também recusaram o convite de Spielberg. O dramaturgo vencedor do Tony Awards e do Prêmio Pulitzer, Howard Sackler, estava em Los Angeles quando os cineastas começaram a procurar outro escritor e se ofereceu para fazer uma reescrita sem créditos; como os produtores e Spielberg estavam descontentes com os rascunhos de Benchley, eles concordaram rapidamente. Por sugestão de Spielberg, a caracterização de Brody o deixou com medo de água, com o personagem "vindo de uma selva urbana para encontrar algo mais assustador nesta ilha plácida perto de Massachusetts".
Spielberg queria "alguma leviandade" em Tubarão, um tipo de humor que evitasse torná-lo "uma caçada no mar escuro", então ele recorreu ao seu amigo Carl Gottlieb, um escritor e ator de comédia que trabalhava na sitcom The Odd Couple. Spielberg enviou a Gottlieb um roteiro, perguntando o que o escritor mudaria e se havia um papel que ele estaria interessado em desempenhar. Gottlieb enviou a Spielberg três páginas de notas e escolheu o papel de Meadows, o editor politicamente conectado do jornal local. Ele passou na audição uma semana antes de Spielberg levá-lo para conhecer os produtores em relação a um trabalho de escrita.
Embora o acordo fosse inicialmente para um "polimento de diálogo de uma semana", Gottlieb eventualmente se tornou o roteirista principal, reescrevendo quase todo o roteiro durante um período de nove semanas já durante as filmagens. O roteiro de cada cena era normalmente concluído na noite anterior à filmagem, depois que Gottlieb jantou com Spielberg e membros do elenco e da equipe para decidir o que entraria no filme. Muitas partes do diálogo se originaram das improvisações dos atores durante essas refeições; algumas foram criadas no set pouco antes das filmagens. John Milius contribuiu com outros polimentos de diálogo, enquantos os escritores de The Sugarland Express, Matthew Robbins e Hal Barwood, também fizeram contribuições não creditadas. Spielberg afirmou que preparou seu próprio rascunho, embora não esteja claro até que ponto os outros roteiristas se basearam em seu material. Uma alteração específica que ele pediu na história foi mudar a causa da morte do tubarão de ferimentos extensos para uma explosão de tanque de mergulho, pois ele sentiu que o público responderia melhor a um "grande final emocionante". O diretor estimou que o roteiro final tinha um total de 27 cenas que não estavam no livro.
Benchley escreveu o livro Tubarão depois de ler sobre a captura de um enorme tubarão pelo pescador esportivo Frank Mundus em 1964. De acordo com Gottlieb, Quint foi vagamente baseado em Mundus, cujo livro Sportfishing for Sharks ele leu para pesquisa. Sackler surgiu com a história de fundo de Quint como um sobrevivente do desastre do USS Indianapolis na Segunda Guerra Mundial. A questão de quem merece mais crédito por escrever o monólogo de Quint sobre a tragédia do Indianapolis causou controvérsia substancial. Spielberg descreveu-o como uma colaboração entre Sackler, Milius e o ator Robert Shaw, que também era dramaturgo. De acordo com o diretor, Milius transformou o discurso de "três quartos de página" de Sackler em um monólogo, que foi então parcialmente reescrito por Shaw. Gottlieb dá crédito principal a Shaw, minimizando a contribuição de Milius.

### Seleção de elenco

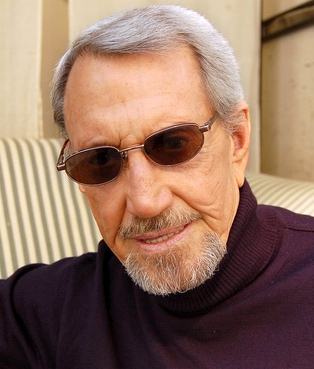
Roy Scheider interpreta o protagonista Martin Brody.

Embora Spielberg tenha atendido a um pedido de Zanuck e Brown para escalar atores conhecidos, ele queria evitar contratar grandes estrelas. O diretor sentiu que artistas "um tanto anônimos" ajudariam o público a "acreditar que isso estava acontecendo com pessoas como você e eu", enquanto "as estrelas trazem muitas memórias com elas, e essas memórias podem, às vezes, corromper a história". Spielberg acrescentou que em seus planos "o superstar seria o tubarão". Os primeiros atores escalados foram Lorraine Gary, esposa do então presidente da Universal Sidney Sheinberg, como Ellen Brody, e Murray Hamilton como o prefeito de Amity Island. A atriz Susan Backlinie, que inicialmente iria servir como dublê no filme, foi escalada como Chrissie (a primeira vítima do tubarão), pois ela sabia nadar e estava disposta a se apresentar nua. A maioria dos papéis menores foi interpretada por moradores da própria ilha de Martha's Vineyard, onde o filme foi rodado. Um exemplo foi o deputado Hendricks, interpretado pelo futuro produtor de televisão Jeffrey Kramer. Lee Fierro interpreta a Sra. Kintner, a mãe da segunda vítima do tubarão, Alex Kintner (interpretado por Jeffrey Voorhees).
O papel de Brody foi oferecido a Robert Duvall, mas o ator estava interessado apenas em interpretar Quint. Charlton Heston expressou o desejo pelo papel, mas Spielberg sentiu que Heston traria uma persona na tela muito grandiosa para o papel de um chefe de polícia de uma comunidade modesta. Roy Scheider se interessou pelo projeto depois de ouvir Spielberg em uma festa conversando com um roteirista sobre "fazer o tubarão pular em um barco". Spielberg estava apreensivo sobre a contratação de Scheider, temendo que ele interpretasse um "cara durão", semelhante ao seu papel em The French Connection (1971).
Nove dias antes do início da produção, nem Quint nem Hooper haviam sido escalados. O papel de Quint foi originalmente oferecido aos atores Lee Marvin e Sterling Hayden. Zanuck e Brown tinham acabado de trabalhar com Robert Shaw em The Sting (1973) e o sugeriram a Spielberg. Shaw estava relutante em aceitar o papel, pois não gostou do livro, mas decidiu aceitar a pedido de sua esposa e secretária, a atriz Mary Ure. Spielberg declarou: "A última vez que eles ficaram tão entusiasmados foi em From Russia with Love [1963]. E eles estavam certos". Shaw baseou sua atuação no colega de elenco Craig Kingsbury, um pescador local, fazendeiro e excêntrico lendário, que foi escalado para o pequeno papel do pescador Ben Gardner. Spielberg descreveu Kingsbury como "a versão mais pura de quem, na minha opinião, Quint era", o que fez com que o diretor adicionasse algumas de suas declarações fora da tela ao roteiro como falas de Gardner e Quint. Outra fonte para alguns dos diálogos e maneirismos de Quint, especialmente no terceiro ato no mar, foi o mecânico e dono do barco de Vineyard, Lynn Murphy.
Para o papel de Hooper, Spielberg inicialmente queria Jon Voight. Timothy Bottoms, Jan-Michael Vincent, Joel Grey e Jeff Bridges também foram considerados para o papel. O amigo de Spielberg, George Lucas, sugeriu Richard Dreyfuss, que ele havia dirigido em American Graffiti (1973). O ator inicialmente recusou, mas mudou sua decisão depois de comparecer a uma exibição de pré-lançamento de The Apprenticeship of Duddy Kravitz (1974), que ele havia acabado de concluir. Decepcionado com seu desempenho e temendo que ninguém quisesse contratá-lo quando Duddy Kravitz fosse liberado, ele imediatamente ligou para Spielberg e aceitou o papel em Tubarão. Como o filme que o diretor imaginou era muito diferente do romance de Benchley, Spielberg pediu a Dreyfuss que não o lesse. Como resultado do elenco, o personagem Hooper foi reescrito para se adequar melhor ao ator, bem como para ser mais representativo de Spielberg, que passou a ver Dreyfuss como seu "alter ego".

### Filmagens
Começamos o filme sem roteiro, sem elenco e sem tubarão.

—O ator Richard Dreyfuss sobre a produção problemática do filme
A fotografia principal começou em 2 de maio de 1974, na ilha de Martha's Vineyard, Massachusetts, que foi selecionada para locação após estudos de alguns locais ao leste de Long Island. Brown explicou mais tarde que a produção "precisava de uma área de férias que fosse de classe média baixa o suficiente para que a aparição de um tubarão destruísse o negócio turístico". Martha's Vineyard também foi escolhida porque o oceano ao redor tinha um fundo arenoso que nunca caía abaixo de 35 pés (11 m) por 12 milhas (19 km) da costa, o que permitiu que os tubarões mecânicos operassem também fora da vista da ilha. Como Spielberg queria filmar as sequências aquáticas relativamente de perto para se assemelhar ao que as pessoas veem enquanto nadam, o diretor de fotografia Bill Butler criou um novo equipamento para facilitar as filmagens marinhas e subaquáticas, incluindo um equipamento para manter a câmera estável, independentemente da maré, e uma caixa de câmera submersível selada. Spielberg pediu ao departamento de arte que evitasse o vermelho tanto nas tomadas internas quanto nas externas para que o sangue dos ataques fosse o único elemento vermelho no filme, a fim de causar um choque maior no público.

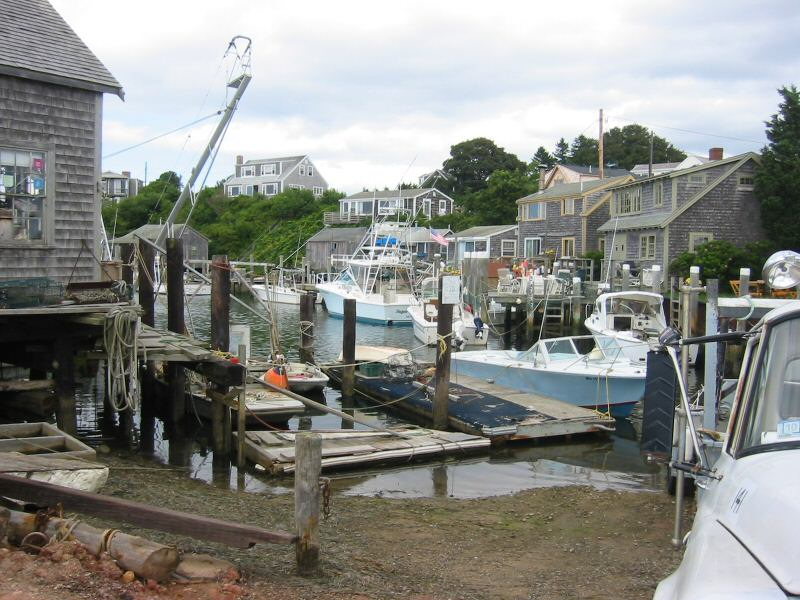
A vila de pescadores de Menemsha, em Martha's Vineyard, foi o local principal.

Inicialmente, os produtores do filme cogitaram treinar um grande tubarão branco mas rapidamente perceberam que isso não seria possível. Com isso, a equipe produziu três tubarões de tamanho real mecânicos de hélice movidos a ar comprimido (a qual a equipe de filmagem os apelidou de "Bruce" em homenagem ao advogado de Spielberg, Bruce Ramer): um "tubarão de trenó marinho", com um suporte de corpo inteiro com a barriga faltando que era rebocado com uma linha de 91 metros, e dois "tubarões de plataforma", um que se movia da esquerda para a direita da câmera (com seu lado esquerdo oculto expondo uma série de mangueiras pneumáticas), e um modelo que se movia do lado oposto (com seu lado direito apresentando as mesmas características). Os tubarões mecânicos foram projetados pelo diretor de arte e designer de produção Joe Alves durante o terceiro trimestre de 1973. Entre novembro de 1973 e abril de 1974, os tubarões foram fabricados pela empresa Rolly Harper's Motion Picture & Equipment Rental em Sun Valley, Califórnia. Sua construção envolveu uma equipe de até quarenta técnicos de efeitos, liderados pelo supervisor de efeitos mecânicos Bob Mattey, mais conhecido por criar a lula gigante em 20.000 Léguas Submarinas (1954). Depois que os tubarões foram concluídos, eles foram transportados de caminhão para o local das filmagens. No início de julho, a plataforma usada para rebocar os dois tubarões de visão lateral tombou enquanto estava sendo baixada para o fundo do oceano, forçando uma equipe de mergulhadores a recuperá-la. O modelo exigiu catorze operadores para controlar todas as partes móveis. Para o barco de Quint, o Orca, Alves e sua equipe construíram dois modelos idênticos de 42 pés para o filme; o segundo barco, apelidado de Orca II pela produção, não tinha motor e foi projetado apenas para afundar nas cenas onde o tubarão atacava.
Tubarão foi o primeiro grande filme a ser rodado no oceano, resultando em uma filmagem problemática e ultrapassando em muito o orçamento. David Brown disse que o orçamento "foi de US$ 4 milhões para US$ 9 milhões"; os gastos com efeitos aumentaram para US$ 3 milhões devido aos frequentes problemas com os tubarões mecânicos. Membros da equipe descontentes com esse cenário passaram a chamar os dois tubarões mecânicos de "Falhas". Spielberg atribuiu muitos problemas ao seu perfeccionismo e sua inexperiência. O primeiro foi exemplificado por sua insistência em filmar no mar com um tubarão em tamanho real: "Eu poderia ter rodado o filme num tanque ou mesmo em um lago protegido em algum lugar, mas não teria a mesma aparência", disse ele. Quanto à sua falta de experiência, Spielberg declarou: "Eu era ingênuo sobre o oceano, basicamente. Eu era bastante ingênuo sobre a mãe natureza e a arrogância de um cineasta que pensa que pode conquistar os elementos era temerária, mas eu era jovem demais para saber que estava sendo temerário quando exigi que filmássemos no Oceano Atlântico e não em um tanque em North Hollywood". Gottlieb disse que "não havia nada a fazer exceto fazer o filme", então todos continuaram trabalhando demais, e embora, como escritor, ele não tivesse que comparecer ao set do oceano todos os dias, quando a equipe retornava das gravações, muitos chegavam "devastados e queimados de sol, soprados pelo vento e cobertos de água salgada".
As filmagens no mar causaram muitos atrasos: veleiros indesejados acabaram aparecendo em algumas cenas, as câmeras ficaram encharcadas e o Orca II começou a afundar com os atores a bordo. Os tubarões de hélice frequentemente apresentavam mau funcionamento devido a uma série de problemas, incluindo mau tempo, mangueiras pneumáticas entrando em contato com água salgada, pele corroída e eletrólise. Do primeiro teste de água em diante, a espuma de neoprene "não absorvente" que compunha a pele dos tubarões absorveu líquido, fazendo com que os tubarões inflassem, enquanto o modelo de trenó marinho frequentemente ficava preso entre florestas de algas marinhas. Spielberg calculou mais tarde que durante o cronograma de trabalho diário de doze horas, em média, apenas quatro horas eram realmente gastas filmando. Gottlieb quase foi decapitado pelas hélices do barco, enquanto Dreyfuss quase ficou preso na gaiola de aço. Os atores frequentemente sofriam de náuseas. Shaw também fugia para o Canadá sempre que podia devido a problemas fiscais, envolvia-se em bebedeiras e desenvolveu um rancor contra Dreyfuss, que estava recebendo ótimas críticas por sua atuação em Duddy Kravitz. A editora do filme Verna Fields raramente tinha material para trabalhar durante a fotografia principal, pois, de acordo com Spielberg, "nós filmávamos cinco cenas em um dia bom, três em um dia razoável e apenas uma, quando nenhuma, em um dia ruim".

Um dos tubarões mecânicos produzidos para as filmagens sendo içado

Esses atrasos, contudo, provaram ser benéficos em alguns aspectos. O roteiro foi refinado durante a produção e os tubarões mecânicos se tornaram tão não confiáveis que forçaram Spielberg a rodar muitas cenas apenas sugerindo sua presença. Por exemplo, para grande parte da caça ao tubarão, sua localização é indicada pelos barris amarelos flutuantes. A cena da abertura originalmente mostrava o tubarão devorando Chrissie, mas acabou sendo reescrita para que fosse rodada com Backlinie sendo arrastada e puxada por cabos para simular um ataque. Spielberg também incluiu várias tomadas apenas da barbatana dorsal. Acredita-se que essa contenção forçada tenha aumentado o suspense do filme. Como Spielberg disse anos depois: "O filme passou de um filme de terror de matinê japonesa de sábado para mais um de Hitchcock: o thriller que você 'menos vê, mas mais obtém'". Em outra entrevista, ele declarou de forma semelhante: "O tubarão não funcionar foi uma dádiva de Deus. Isso me fez ficar mais parecido com Alfred Hitchcock do que com Ray Harryhausen". A atuação dos atores se tornou crucial para fazer o público acreditar em um tubarão tão grande: "Quanto mais falso o tubarão parecia na água, mais minha ansiedade me dizia para aumentar o naturalismo das performances", declarou Spielberg.
Imagens de tubarões reais foram filmadas por Ron e Valerie Taylor nas águas de Dangerous Reef, na Austrália Meridional, com um ator de baixa estatura em uma gaiola de tubarão pequena para criar a ilusão de que os tubarões eram enormes. Em um momento durante as filmagens, os Taylors decidiram provocar intencionamente um tubarão a fim dele causar um ataque ao barco e a gaiola vazia para capturar imagens mais realistas. Com tais filmagens, incluindo a do ataque à gaiola, Spielberg se mostrou ansioso para incorporá-las ao filme de tão impressionantes que as cenas ficaram. No roteiro original, seguindo o romance, o tubarão deveria matar Hooper na gaiola. O enredo foi consequentemente alterado para que Hooper escapasse da morte, o que permitiu que a filmagem da Austrália fosse usada. Segundo o executivo de produção Bill Gilmore: "O tubarão na Austrália reescreveu o roteiro e salvou o personagem de Dreyfuss".

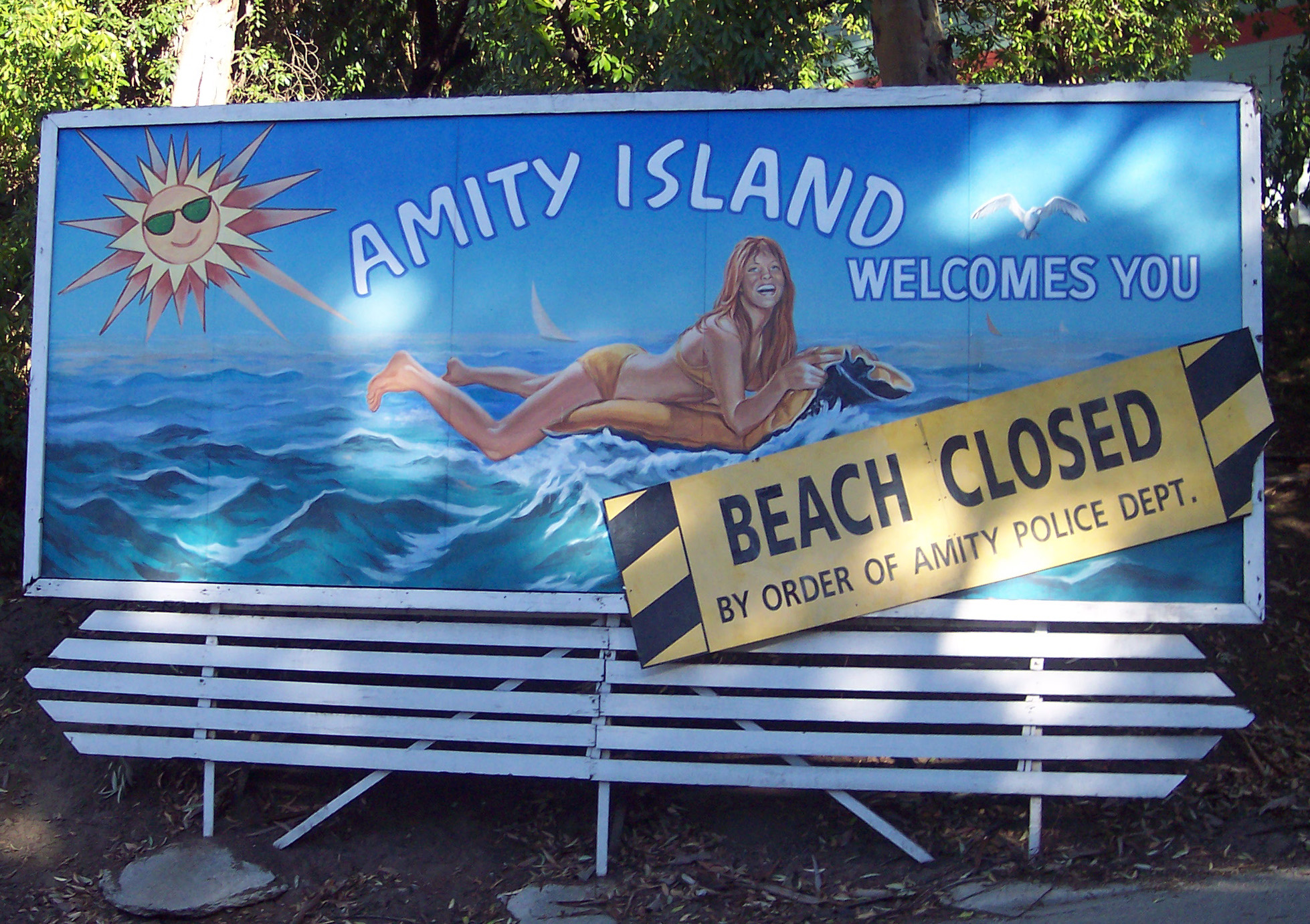
Banner de boas vindas da cidade de Amity Island a qual foi adicionado um aviso de interdição das praias idêntico ao apresentado no filme. Foto tirada no Universal Studios Hollywood.

Embora a fotografia principal estivesse programada para levar 55 dias, ela não terminou até 6 de outubro de 1974, totalizando 159 dias. Spielberg, refletindo sobre as filmagens prolongadas, declarou: "Achei que minha carreira como cineasta havia acabado. Ouvi rumores de que nunca mais trabalharia porque ninguém jamais havia feito um filme cem dias além do cronograma". O próprio Spielberg não estava presente nas filmagens da cena final em que o tubarão explode, pois, temendo uma eventual comemoração do fim das filmagens por parte da equipe, acreditava que os produtores estavam planejando jogá-lo na água quando a cena estivesse pronta. Desde então, tornou-se uma tradição Spielberg estar ausente quando a cena final de um de seus filmes está sendo rodada. Depois, cenas subaquáticas foram filmadas no tanque de água da Metro-Goldwyn-Mayer em Culver City, com os dublês Dick Warlock e Frank James Sparks como substitutos de Dreyfuss na cena em que o tubarão ataca a gaiola, bem como perto da Ilha de Santa Catalina, Califórnia. Fields, que havia completado um corte bruto dos primeiros dois terços do filme, até a caça ao tubarão, terminou a edição e retrabalhou parte do material. De acordo com Zanuck, "Ela realmente entrou e reconstruiu algumas cenas que Steven havia construído para comédia e as tornou aterrorizantes, e algumas cenas que ele filmou para serem aterrorizantes e as tornou cenas de comédia". O barco usado para representar o Orca foi trazido para Los Angeles para que a equipe de efeitos sonoros pudesse gravar sons para o navio e as cenas subaquáticas.
Duas cenas foram alteradas após as exibições de teste. Como os gritos do público abafaram a frase de Scheider sobre o "barco maior", a reação de Brody após o tubarão pular atrás dele foi estendida enquanto o volume da fala foi aumentado. Após isso, Spielberg se empolgou por mais um "grito do público" e decidiu refilmar a cena em que Hooper descobre o corpo de Ben Gardner, chegando a desembolsar US$ 3.000 de seu próprio bolso depois que a Universal se recusou a pagar pela refilmagem. Como as filmagens no oceano já haviam sido encerradas, a cena foi regravada durante a noite numa piscina em Encino, Califórnia, usando um modelo de látex da cabeça de Craig Kingsbury preso a um corpo falso, que foi colocado no casco do barco naufragado. Para simular as águas turvas de Martha's Vineyard, leite em pó foi despejado na piscina, que foi então coberta com uma lona.

## Música
O compositor John Williams ficou responsável pela trilha sonora do filme, que lhe rendeu um Óscar e mais tarde foi classificada como a sexta melhor trilha sonora do cinema estadunidense pelo American Film Institute. O tema principal do "tubarão", um padrão alternado simples de duas notas — variadamente identificadas como "E e F" ou "F e F sustenido" — tornou-se um exemplo clássico de música de suspense, sinônimo de perigo iminente. Williams descreveu o tema como "moendo você, assim como um tubarão faria, instintivo, implacável, imparável". A peça foi tocada pelo tocador de tuba Tommy Johnson. Quando questionado por Johnson por que a melodia foi escrita em um registro tão alto e não tocada pela trompa francesa mais apropriada, Williams respondeu que queria que soasse "um pouco mais ameaçador". Quando Williams demonstrou sua ideia pela primeira vez a Spielberg, tocando apenas as duas notas em um piano, Spielberg teria rido, pensando que era uma piada. Como Williams viu semelhanças entre Tubarão e filmes de piratas, em outros pontos da partitura ele evocou "música pirata", que ele chamou de "primitiva, mas divertida". Pedindo uma execução rápida e percussiva de cordas, a partitura contém ecos de La mer de Claude Debussy e de A Sagração da Primavera de Igor Stravinsky.
Existem várias interpretações do significado e eficácia do tema musical principal, que é amplamente descrito como um dos temas cinematográficos mais reconhecíveis de todos os tempos. O estudioso de música Joseph Cancellaro propõe que a expressão de duas notas imita o batimento cardíaco do tubarão. De acordo com Alexandre Tylski, assim como os temas que Bernard Herrmann escreveu para Taxi Driver (1976), Intriga Internacional (1959) e, particularmente, A Ilha Misteriosa (1961), o tema de Tubarão sugere a respiração humana, que se torna mais ofegante durante momentos de tensão. Ele argumenta ainda que o motivo mais forte da trilha sonora é, na verdade, "a divisão, a ruptura" — quando ela é cortada dramaticamente, como na cena da morte de Chrissie. A relação entre som e silêncio também é aproveitada na forma como o público é condicionado a associar o tubarão ao seu tema, que é explorado em direção ao clímax do filme, quando o tubarão aparece de repente sem nenhuma introdução musical.
Spielberg disse mais tarde que sem a trilha sonora de Williams o filme teria apenas a metade do sucesso que teve e, de acordo com Williams, isso impulsionou sua carreira. Ele já havia feito a trilha sonora do primeiro longa de Spielberg, The Sugarland Express, e passou a colaborar com o diretor em quase todos os seus filmes. A trilha sonora original do filme foi lançada pela MCA Records de maneira limitada em LP em 1975 e no formato CD em 1992, com o último incluindo cerca de meia hora de música que Williams refez para o álbum. Em 2000, mais duas versões da trilha sonora foram lançadas: uma pela Decca/Universal, que relançou o álbum da trilha sonora para coincidir com o lançamento do DVD em comemoração ao 25º aniversário do filme apresentando todos os 51 minutos da trilha sonora original, e outra pela Varèse Sarabande, que disponibilizou uma regravação da trilha sonora executada pela Orquestra Nacional Real Escocesa, conduzida por Joel McNeely.

## Lançamento

### Marketing
A Universal gastou US$ 1,8 milhão no para promover Tubarão, incluindo US$ 700.000 sem precedentes em anúncios de televisão nacionais. O investimento para divulgação nas TVs estadunidenses incluiu cerca de duas dúzias de anúncios de 30 segundos exibidos todas as noites no horário nobre da televisão entre 18 de junho de 1975 e a estreia do filme dois dias depois. Além disso, na descrição do estudioso da indústria cinematográfica Searle Kochberg, a Universal "elaborou e coordenou um plano altamente inovador" para o marketing do filme. Já em outubro de 1974, Zanuck, Brown e Benchley fizeram um "circuito de talk shows" nos rádios e na televisão para promover a edição de bolso do romance e o filme subsequente. O estúdio e a editora Bantam concordaram com um logotipo de título que apareceria tanto no livro de bolso quanto em toda a publicidade do filme. As peças centrais da estratégia de marketing conjunta foram o tema de John Williams e a imagem do pôster mostrando o tubarão se aproximando de uma nadadora solitária. O pôster foi baseado na capa do livro de bolso e teve o mesmo artista, o funcionário da Bantam Roger Kastel. A agência de publicidade Seiniger passou seis meses projetando o pôster; o diretor Tony Seiniger explicou que "não importa o que fizéssemos, não parecia assustador o suficiente". Seiniger finalmente decidiu pelo desenho de Kastel argumentando: "você tinha que realmente olhar por baixo do tubarão para ter noção do tamanho dos seus dentes".
Mais produtos foram criados para aproveitar o lançamento do filme. Em 1999, Graeme Turner escreveu que Tubarão foi acompanhado pelo que foi "provavelmente o mais elaborado conjunto de tie-ins", incluindo "um álbum de trilha sonora, camisetas, copos de plástico, um livro sobre a produção do filme, o livro em que o filme foi baseado, toalhas de praia, cobertores, fantasias de tubarão, tubarões de brinquedo, kits de hobby, jogos, pôsteres, colares de dentes de tubarão, pijamas, pistolas de água e muito mais". A empresa Ideal Toy Company, por exemplo, produziu um jogo em que o jogador tinha que usar um anzol para pescar itens da boca do tubarão antes que as mandíbulas se fechassem.

### Corrida teatral
A resposta brilhante do público a um corte bruto do filme em duas exibições de teste em Dallas em 26 de março de 1975, e uma em Long Beach (Califórnia), em 28 de março, juntamente com o sucesso do romance de Benchley e os estágios iniciais da campanha de marketing da Universal, gerou grande interesse entre os proprietários de cinemas, facilitando o plano do estúdio de estrear Tubarão em centenas de cinemas simultaneamente. Uma terceira e última exibição prévia, de um corte incorporando mudanças inspiradas nas apresentações anteriores, foi realizada em Hollywood em 24 de abril. Depois que o presidente da MCA, Lew Wasserman, compareceu a uma das exibições, ele ordenou que o lançamento inicial do filme (planejado para um total massivo de até 900 cinemas) fosse cortado, declarando: "Quero que este filme seja exibido durante todo o verão. Não quero que as pessoas em Palm Springs vejam o filme em Palm Springs. Quero que elas tenham que entrar em seus carros e dirigir para vê-lo em Hollywood". No entanto, as várias centenas de cinemas que ainda estavam reservados para a abertura representavam o que era então um lançamento incomumente amplo. Na época, as aberturas amplas eram associadas a filmes de qualidade duvidosa; não incomum no lado da exploração da indústria cinematográfica, elas eram habitualmente empregadas para diminuir o efeito de críticas negativas e do boca a boca. Houve algumas exceções recentes, incluindo o relançamento de Billy Jack (1971) e o lançamento original de sua sequência The Trial of Billy Jack (1974), a sequência de Dirty Harry (1971), Magnum Force (1973), e as últimas parcelas da série James Bond. Ainda assim, o lançamento típico de um grande estúdio na época envolvia a abertura em alguns cinemas de grandes cidades, o que permitia uma série de estreias. Os distribuidores então encaminhavam lentamente as cópias para locais adicionais em todo o país, capitalizando qualquer resposta positiva da crítica ou do público. O sucesso descomunal de The Godfather em 1972 desencadeou uma tendência para lançamentos mais amplos, embora Tubarão estreou em apenas cinco cinemas, antes de se tornar amplo em seu segundo fim de semana.
Em 20 de junho, Tubarão estreou na América do Norte em 464 telas: 409 nos Estados Unidos e o restante no Canadá. A combinação desse amplo padrão de distribuição com a campanha de marketing televisivo nacional ainda mais rara do filme produziu um método de lançamento praticamente inédito na época. Um mês antes, a Columbia Pictures havia feito algo semelhante com um thriller estrelado por Charles Bronson, Breakout, embora as perspectivas de uma exibição prolongada desse filme fossem muito menores. Atualmente, é considerado um equívoco comum que Tubarão foi o primeiro filme a usar uma estratégia de saturação de anúncios. O presidente da Universal, Sid Sheinberg, argumentou que os custos de marketing em todo o país seriam amortizados a uma taxa mais favorável por impressão em relação a um lançamento lento e em escala. Com base no sucesso do filme, o lançamento foi posteriormente expandido em 25 de julho para quase setecentos cinemas e em 15 de agosto para mais de 950. A distribuição no exterior seguiu o mesmo padrão, com campanhas intensivas na televisão e grandes lançamentos; na Grã-Bretanha, por exemplo, Tubarão estreou em dezembro em mais de cem cinemas.
Para seu quadragésimo aniversário, o filme foi relançado em cinemas selecionados (em aproximadamente quinhetos cinemas) nos Estados Unidos no domingo, 21 de junho, e na quarta-feira, 24 de junho de 2015.
Outra reedição teatral foi lançada em 2 de setembro de 2022, geralmente sob o título Jaws in 3D (não confundir com a segunda sequência de 1983, Tubarão 3, cujo título original é Jaws 3-D) com o filme estreando nos formatos IMAX e RealD 3D, como parte da celebração do quadragésimo aniversário de outro filme de Spielberg, E.T. O Extraterrestre (1982). Sobre o anúncio, Travis Reed, da RealD 3D, comentou: "Tubarão redefiniu o que significa ser um sucesso de bilheteria de verão e agora, pela primeira vez, o público pode experimentar o clássico cinematográfico de Steven Spielberg em 3D, permitindo aos fãs uma oportunidade completamente nova de mergulhar em um dos maiores thrillers de suspense de verão de todos os tempos".
Para o quinquagésimo aniversário do filme, o TCM Classic Film Festival de 2025 realizará uma exibição especial, seguida de um relançamento limitado nos cinemas de 29 de agosto a 4 de setembro de 2025, juntamente com uma exposição comemorativa no Museu da Academia de Artes e Ciências Cinematográficas em Los Angeles.

## Recepção

### Bilheteria

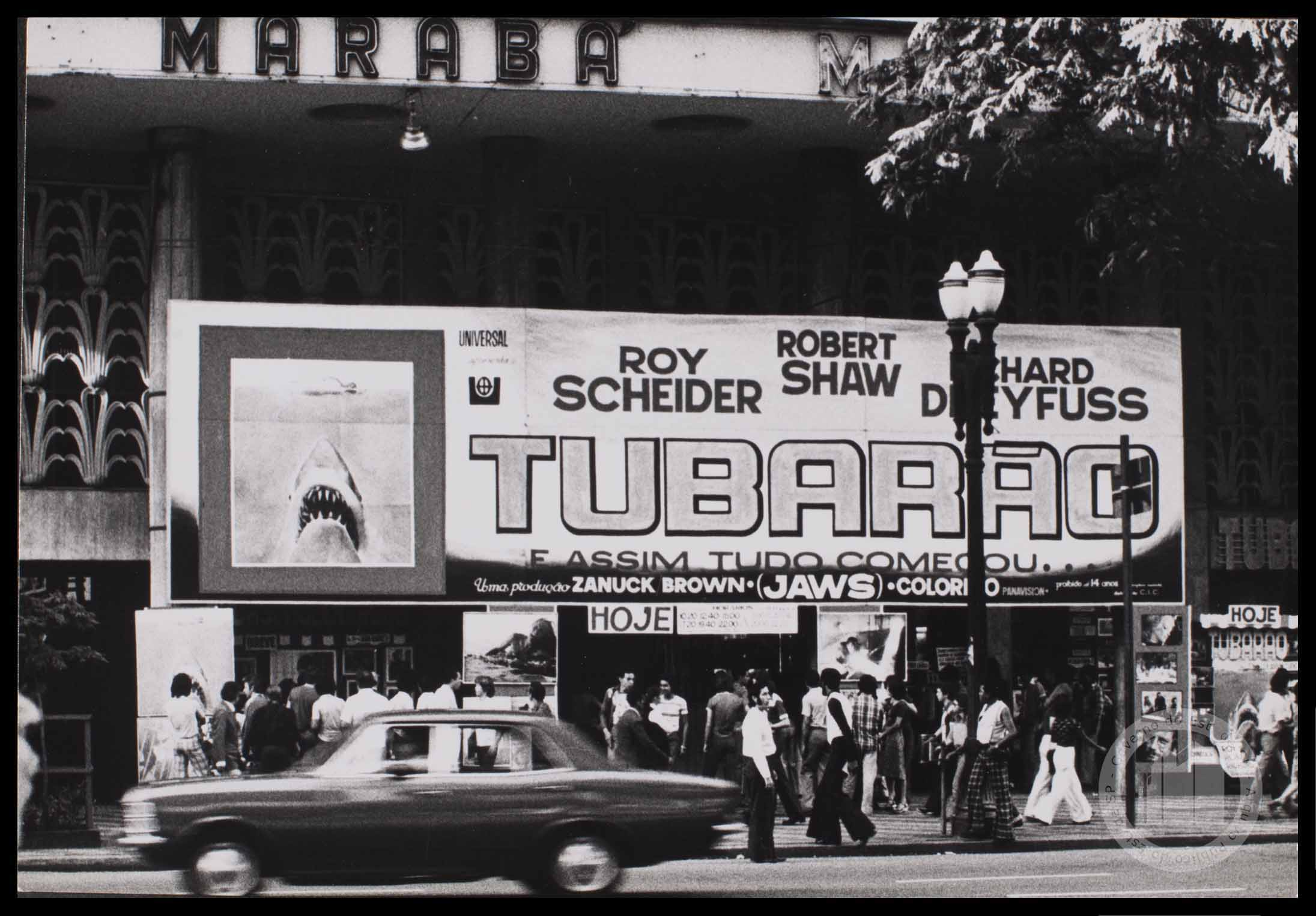
Tubarão em cartaz no Cine Marabá, em São Paulo, Brasil, 1977.

O filme estreou em 409 cinemas obtendo um recorde de US$ 7 milhões em seu fim de semana de estreia e arrecadou um recorde de US$ 21.116.354 nos primeiros dez dias, recuperando rapidamente seus custos de produção. Arrecadou US$ 100 milhões nos Estados Unidos em seus primeiros 59 dias através de 954 horários de exibição. Em apenas 78 dias, ultrapassou The Godfather como o filme de maior bilheteria nos cinemas da América do Norte, ultrapassando os US$ 86 milhões daquele filme e se tornou o primeiro filme a arrecadar US$ 100 milhões em aluguéis de cinema nos Estados Unidos. Tubarão passou catorze semanas consecutivas como o filme número um nas bilheterias estadunidenses. Seu lançamento inicial acabou rendendo US$ 123,1 milhões em aluguéis. Os relançamentos nos cinemas em 1976 e no verão de 1979 elevaram o total de aluguéis para US$ 133,4 milhões.
O filme estreou na maioria dos mercados internacionais em dezembro de 1975 e repetiu o sucesso de seu desempenho doméstico. Quebrou recordes em Cingapura, Nova Zelândia, Japão, Espanha e México. Em 11 de janeiro de 1976, Tubarão se tornou oficialmente o filme de maior bilheteria de todos os tempos, com aluguéis de US$ 132 milhões, superando os US$ 131 milhões arrecadados por The Godfather três anos antes. Na época do terceiro filme em 1983, a Variety relatou que o filme original havia arrecadado aluguéis mundiais de mais de US$ 270 milhões. Tubarão foi o filme de maior bilheteria da história do cinema até ser superado por Star Wars, que estreou dois anos depois. Star Wars ultrapassou Tubarão em bilheteria estadunidense seis meses após seu lançamento e estabeleceu um novo recorde global em 1978.
Considerando todos os seus lançamentos, Tubarão arrecadou US$ 476,5 milhões em todo o mundo; se ajustado pela inflação, o filme já arrecadou quase US$ 2 bilhões a preços de 2011 e é o segundo filme de franquia de maior sucesso depois de Star Wars. Incluindo seu relançamento de 2022, arrecadou US$ 265,8 milhões nos Estados Unidos e Canadá, equivalente a US$ 1,2 bilhão a preços de 2020 (com base em uma estimativa de 128.078.800 ingressos vendidos), tornando-se o sétimo filme de maior bilheteria de todos os tempos nos Estados Unidos e Canadá ajustado pela inflação do preço dos ingressos. No Reino Unido, é o sétimo filme de maior bilheteria a ser lançado desde 1975, arrecadando o equivalente a mais de £ 70 milhões em moeda de 2009/10, com admissões estimadas em 16,2 milhões. No Brasil, Tubarão conseguiu atrair mais de 13 milhões de pessoas nos cinemas, tornando-se o filme mais visto no país até o lançamento de Titanic em 1998.

### Reação da crítica
Tubarão recebeu muitas críticas positivas após seu lançamento. O crítico Roger Ebert do jornal Chicago Sun-Times deu ao filme quatro estrelas, chamando-o de "um filme de ação sensacionalmente eficaz, um thriller assustador que funciona melhor porque é povoado por personagens que foram desenvolvidos em seres humanos. É um filme tão assustador quanto O Exorcista [1973], e ainda assim é um tipo de susto mais agradável, de alguma forma mais divertido porque estamos sendo assustados por uma saga de aventura ao ar livre em vez de um demônio de enxofre e vômito". A. D. Murphy, em resenha para a revista Variety, elogiou as habilidades de direção de Spielberg e chamou a atuação de Robert Shaw de "absolutamente magnífica". De acordo com a crítica de cinema Pauline Kael, do The New Yorker, foi "o filme de terror mais alegremente perverso já feito... [com] mais entusiasmo do que um filme antigo de Woody Allen, muito mais elétrico, [e] é engraçado no estilo Woody Allen". Para a revista New Times, Frank Rich escreveu: "Spielberg é abençoado com um talento que está absurdamente ausente da maioria dos cineastas americanos hoje em dia: esse homem realmente sabe como contar uma história na tela [...]". Escrevendo para a revista New York, a jornalista e crítica Judith Crist descreveu o filme como "um entretenimento de aventura emocionante da mais alta ordem", elogiando a atuação dos atores e suas "conquistas técnicas extraordinárias". Rex Reed elogiou as cenas de ação "de fritar os nervos" e concluiu que "na maior parte, Tubarão é um filme de terror envolvente que funciona lindamente em todos os departamentos". David Thomson escreveu que "como Coppola em The Godfather, Spielberg afirmou seu próprio papel e organizou habilmente os elementos de um entretenimento de montanha-russa sem sacrificar significados internos. O suspense do filme veio de uma técnica meticulosa e bom humor sobre seu próprio corte cirúrgico. Você só precisa se submeter à farsa de Tubarão 2 [sequência de 1978] para perceber o quanto mais envolvente Spielberg viu o oceano, os perigos, a beleza sinistra do tubarão e a vitalidade de seus oponentes humanos".
Vincent Canby, comentando sobre o filme numa crítica do The New York Times escreveu: "É uma medida de como o filme opera que nenhuma vez sentimos simpatia particular por qualquer uma das vítimas do tubarão... Nos melhores filmes, os personagens são revelados em termos de ação. Em filmes como Tubarão, os personagens são simplesmente funções da ação... Como ajudantes de palco que movem adereços e fornecem informações quando necessário"; ele descreveu o filme como "o tipo de absurdo que pode ser muito divertido". O crítico do jornal Los Angeles Times Charles Champlin discordou da "classificação PG" do filme, dizendo que "Tubarão é muito horrível para crianças e provavelmente revira o estômago dos impressionáveis em qualquer idade. É uma obra grosseira e exploradora que depende do excesso para seu impacto. Em terra firme é um tédio, encenado desajeitadamente e escrito de forma irregular". Marcia Magill, da Films in Review, disse que, embora Tubarão "vale muito a pena assistir na segunda metade", ela sentiu que, antes da perseguição do tubarão pelos protagonistas, o filme era "frequentemente falho por sua agitação". William S. Pechter, da Commentary, descreveu o filme como "uma refeição entorpecente para glutões saciados pelos sentidos" e "uma produção cinematográfica desse tipo essencialmente manipuladora"; Molly Haskell, do The Village Voice, caracterizou Tubarão de forma semelhante como uma "máquina de sustos que funciona com precisão de computador. Você se sente como um rato, recebendo terapia de choque". O aspecto mais frequentemente criticado do filme foi a artificialidade de seu antagonista mecânico: Magill declarou que "o tubarão programado tem um close-up verdadeiramente falso"; em 2002, o crítico James Berardinelli declarou que se não fosse pela direção habilmente cheia de suspense de Spielberg "nós estaríamos morrendo de rir com a breguice da criatura animatrônica". O Halliwell's Film Guide declarou que "apesar das sequências genuinamente cheias de suspense e assustadoras, [o filme] é um thriller narrado de forma frouxa e às vezes tratado de forma monótona, com uma superabundância de diálogos e, quando [o tubarão] finalmente aparece, se mostra um monstro pouco convincente".
No agregador de resenhas cinematográficas online Rotten Tomatoes, Tubarão tem uma taxa de aprovação de 97% com base em 148 avaliações, recebendo a classificação "fresca" do site sob o seguinte consenso crítico: "Uma narrativa envolvente e bem elaborada, além de um senso de terror criterioso, garantem que Tubarão, de Steven Spielberg, continue sendo uma referência na arte de entregar emoções através de um sucesso de bilheteria moderno". No Metacritic, outro agregador, o filme possui a pontuação 87/100 baseado em 21 avaliações, indicando "aclamação universal".

### Prêmios e indicações
Tubarão ganhou três Óscars, sendo eles Melhor edição, Melhor trilha sonora original e Melhor som. Também foi indicado para Melhor filme, perdendo para One Flew Over the Cuckoo's Nest. Spielberg declarou que ficou muito ressentido pelo fato de não ter sido indicado para Melhor diretor.
Além do Óscar, a trilha sonora de John Williams ganhou o Grammy Award, o BAFTA de melhor trilha sonora e o Globo de Ouro na categoria homônima. Verna Fields, além de ter levado o Óscar de melhor edição, também ganhou o prêmio de Melhor Edição em uma Produção em Longa-metragem dos Editores de Cinema Estadunidenses. Tubarão foi eleito o "Filme Favorito" no People's Choice Awards.
Também foi indicado para Melhor Filme, Diretor, Ator (Richard Dreyfuss), Roteiro, Edição e Som durante a 29ª cerimônia do BAFTA e Melhor filme de drama, Melhor diretor e Melhor roteiro no 33º Globo de Ouro. Spielberg foi indicado pelo Directors Guild of America para o Prêmio do Sindicato, enquanto o Writers Guild of America indicou o roteiro de Peter Benchley e Carl Gottlieb para a categoria de Melhor Drama Adaptado.
| Ano  | Cerimônia                                    | Categoria                            | Recipiente(s)                                       | Resultado |
| ---- | -------------------------------------------- | ------------------------------------ | --------------------------------------------------- | --------- |
| 1976 | Óscar                                        | Melhor filme                         | Richard D. Zanuck e David Brown                     | Indicado  |
| 1976 | Óscar                                        | Melhor trilha sonora                 | John Williams                                       | Venceu    |
| 1976 | Óscar                                        | Melhor edição                        | Verna Fields                                        | Venceu    |
| 1976 | Óscar                                        | Melhor som                           | John Carter, Roger Heman, Robert Hoyt e Earl Madery | Venceu    |
| 1976 | BAFTA                                        | Melhor filme                         | Tubarão                                             | Indicado  |
| 1976 | BAFTA                                        | Melhor direção                       | Steven Spielberg                                    | Indicado  |
| 1976 | BAFTA                                        | Melhor ator em cinema                | Richard Dreyfuss                                    | Indicado  |
| 1976 | BAFTA                                        | Melhor roteiro                       | Peter Benchley e Carl Gottlieb                      | Indicado  |
| 1976 | BAFTA                                        | Melhor trilha sonora                 | John Williams                                       | Venceu    |
| 1976 | BAFTA                                        | Melhor edição                        | Verna Fields                                        | Indicado  |
| 1976 | BAFTA                                        | Melhor som                           | John Carter e Robert Hoyt                           | Indicado  |
| 1976 | Prêmio do Sindicato dos Diretores da América | Melhor direção em longa-metragen     | Steven Spielberg                                    | Indicado  |
| 1976 | Globo de Ouro                                | Melhor filme - Drama                 | Tubarão                                             | Indicado  |
| 1976 | Globo de Ouro                                | Melhor direção                       | Steven Spielberg                                    | Indicado  |
| 1976 | Globo de Ouro                                | Melhor roteiro                       | Peter Benchley e Carl Gottlieb                      | Indicado  |
| 1976 | Globo de Ouro                                | Melhor trilha sonora original        | John Williams                                       | Venceu    |
| 1976 | Grammy Awards                                | Melhor trilha sonora em mídia visual | John Williams                                       | Venceu    |
| 1976 | Writers Guild of America                     | Melhor roteiro adaptado              | Peter Benchley e Carl Gottlieb                      | Indicado  |

## Temas

### Influências
O romance Moby Dick de Herman Melville é o antecedente artístico mais notável de Tubarão. O personagem de Quint se assemelha fortemente a Ahab, o capitão obcecado que navega em seu navio Pequod e que dedica sua vida a caçar uma baleia cachalote. O monólogo de Quint revela uma obsessão semelhante com tubarões; até mesmo seu barco, o Orca, leva o nome do único inimigo natural do tubarão branco. No romance e no roteiro original, Quint morre após ser arrastado para o fundo do oceano por um arpão amarrado à sua perna, semelhante à morte de Ahab no romance de Melville. Uma referência direta a essas semelhanças pode ser encontrada no rascunho do roteiro de Spielberg, que apresenta Quint assistindo à versão cinematográfica de Moby-Dick lançada em 1956, com sua risada contínua irritando outros espectadores no cinema a ponto destes se levantem e sairem da sala. No entanto, a cena do filme Moby-Dick não pôde ser utilizada em Tubarão devido a questões de direitos autorais. O roteirista Carl Gottlieb também fez uma comparação com o livro O Velho e o Mar, do escritor Ernest Hemingway, ao declarar: "Tubarão é uma luta titânica, como Melville ou Hemingway".
As cenas subaquáticas filmadas do ponto de vista do tubarão foram comparadas com passagens de dois filmes de terror dos anos 1950, O Monstro da Lagoa Negra (1954) e The Monster That Challenged the World (1957). Gottlieb nomeou duas produções de ficção científica da mesma época como influências sobre como o tubarão foi retratado, ou não: The Thing from Another World (1951), que Gottlieb descreveu como "um grande filme de terror onde você só vê o monstro no último rolo"; e It Came from Outer Space (1953), onde "o suspense foi construído porque a criatura estava sempre fora das câmeras". Esses precedentes ajudaram Spielberg e Gottlieb a "se concentrarem em mostrar os 'efeitos' do tubarão em vez do tubarão em si". Estudiosos como Thomas Schatz descreveram como Tubarão funde vários gêneros, sendo essencialmente um filme de ação e um suspense. A maior parte é tirada do terror, com o núcleo de um filme de monstro baseado na natureza, ao mesmo tempo em que adiciona elementos de um filme de terror. A segunda metade é tanto um filme de amigos na interação entre a tripulação do Orca, quanto um terror sobrenatural baseado na representação do tubarão de uma ameaça quase satânica. Ian Freer descreve Tubarão como um filme de monstro aquático, citando a influência de filmes de monstros anteriores, como King Kong (1933) e os da série Godzilla. Charles Derry, em 1977, também comparou Tubarão a Godzilla, enquanto Spielberg citou Kaijū Ō Gojira (1956) como uma influência formativa enquanto crescia, devido à maneira "magistral" com que "fazia você acreditar que estava realmente acontecendo".
Críticos como Neil Sinyard descreveram semelhanças com a peça de Henrik Ibsen, Um Inimigo do Povo. O próprio Gottlieb disse que ele e Spielberg se referiram a Tubarão como "Moby Dick encontra o Inimigo do Povo". A obra de Ibsen apresenta um médico que descobre que as fontes termais medicinais de uma cidade litorânea, uma grande atração turística e fonte de receita, estão contaminadas. Quando o médico tenta convencer os habitantes da cidade do perigo, ele perde o emprego e é rejeitado. Este enredo é paralelo em Tubarão pelo conflito de Brody com o prefeito Vaughn, que se recusa a reconhecer a presença de um tubarão que pode dissuadir os banhistas de verão de virem para Amity. Brody é justificado quando mais ataques de tubarão ocorrem na praia lotada em plena luz do dia. Sinyard chama o filme de uma "combinação hábil de Watergate e da peça de Ibsen".

### Crítica acadêmica
Tubarão recebeu atenção de críticos acadêmicos. Stephen Heath relaciona os significados ideológicos do filme ao então recente escândalo de Watergate. Ele argumenta que Brody representa a "classe média masculina branca — [não há] um único negro e, muito rapidamente, nenhuma mulher no filme", que restaura a ordem pública "com um tipo de heroísmo de cara comum nascido do medo e da decência". No entanto, Heath vai além da análise de conteúdo ideológico para examinar Tubarão como um exemplo de sinal do filme como "produto industrial" que vende com base no "prazer do cinema, produzindo assim a perpetuação da indústria (é por isso que parte do significado de Tubarão é ser o filme mais lucrativo)".
Andrew Britton contrasta o filme com o cinismo pós-Watergate do romance, sugerindo que suas alterações narrativas em relação ao livro (a sobrevivência de Hooper, a morte explosiva do tubarão) ajudam a torná-lo "um exorcismo comunitário, uma cerimônia para a restauração da confiança ideológica". Ele sugere que a experiência do filme é "inconcebível" sem a alegria do público em massa quando o tubarão é aniquilado, significando a obliteração do próprio mal. Em sua opinião, Brody serve para demonstrar que "a ação individual do único homem justo ainda é uma fonte viável para a mudança social". O crítico de cinema Peter Biskind argumenta que o filme mantém o cinismo pós-Watergate em relação à política e aos políticos, na medida em que o único vilão ao lado do tubarão é o prefeito venal da cidade. No entanto, ele observa que, longe das fórmulas narrativas tão frequentemente empregadas pelos cineastas da Nova Hollywood da época (envolvendo os personagens principais contra "O Homem") o conflito abrangente em Tubarão não coloca os heróis contra figuras de autoridade, mas contra uma ameaça que tem como alvo todos, independentemente da posição socioeconômica.
Enquanto Britton afirma que o filme evita o tema do romance original que envolve conflitos de classe social na Ilha de Amity, Biskind detecta divisões de classe na versão cinematográfica da história e argumenta sobre sua significância: "A autoridade deve ser restaurada [...] mas não por Quint". A "dureza da classe trabalhadora e a independência burguesa do marinheiro são estranhas e assustadoras, irracionais e fora de controle". Hooper, por sua vez, é "associado à tecnologia em vez da experiência, à riqueza herdada em vez da suficiência autodidata"; ele é marginalizado da ação conclusiva, embora menos terminalmente do que Quint. Britton vê o filme mais preocupado com a "vulnerabilidade das crianças e a necessidade de protegê-las e guardá-las", o que por sua vez ajuda a gerar um "senso generalizado do valor supremo da vida familiar: um valor claramente relacionado à estabilidade [ideológica] e à continuidade cultural".
A análise de Fredric Jameson destaca a polissemia do tubarão e as múltiplas maneiras pelas quais ele pode ser e tem sido lido, desde a representação de ameaças alienígenas, o comunismo ou o Terceiro Mundo, até temores mais íntimos sobre a irrealidade da vida americana contemporânea e os esforços vãos para higienizar e suprimir o conhecimento da morte. Ele afirma que sua função simbólica deve ser encontrada nessa mesma "polissemia que é profundamente ideológica, na medida em que permite que ansiedades essencialmente sociais e históricas sejam dobradas de volta para outras aparentemente 'naturais' para serem recontidas no que parece um conflito com outras formas de existência biológica". Jameson intepreta a morte de Quint como a derrubada simbólica de uma velha e populista América da New Deal e a parceria de Brody e Hooper como uma "alegoria de uma aliança entre as forças da lei e da ordem e a nova tecnocracia das corporações multinacionais na qual o espectador se alegra sem entender que ele ou ela está excluído dela".
O jornalista e escritor Neal Gabler analisou o filme como mostrando três abordagens diferentes para resolver um obstáculo: a ciência (representada por Hooper), o espiritualismo (representado por Quint) e o homem comum (representado por Brody). O último dos três é o que tem sucesso e é dessa forma endossado pelo filme.

### Resposta emocional do público
Enquanto estava em cartaz nos cinemas, o filme teria causado um único caso de neurose cinematográfica em uma espectadora de dezessete anos. A neurose cinematográfica é uma condição na qual os espectadores apresentam distúrbios de saúde mental, ou uma piora dos distúrbios de saúde mental existentes, após assistir a um filme. No caso em questão, os sintomas inicialmente se apresentaram como distúrbios do sono e ansiedade, mas um dia depois a paciente estava gritando "Tubarões! Tubarões!" e tendo convulsões.
Este estudo de caso fez com que o filme se tornasse notável na comunidade médica ao lado de O Exorcista por causar reações de estresse em seus espectadores, e mais tarde foi usado em um estudo de Brian R. Johnson para testar o quão suscetíveis eram as audiências aos indutores de estresse cinematográfico. Seu estudo descobriu que o estresse poderia ser induzido pelo cinema em segmentos da população em geral, e Tubarão especificamente causou reações de estresse em seus espectadores. Embora Johnson não tenha conseguido encontrar uma causa exata para a resposta ao estresse nos espectadores, seja o suspense, o sangue ou a produção musical, um estudo de 1986 de G. Sparks descobriu que filmes particularmente violentos, incluindo Tubarão, tendiam a causar as reações mais intensas nos espectadores.

## Legado

### Impacto na indústria cinematográfica
O lançamento de Tubarão foi fundamental para estabelecer os benefícios de um amplo lançamento nacional apoiado por uma forte publicidade televisiva, em vez do tradicional lançamento progressivo em que um filme entrava lentamente em novos mercados e ganhava apoio ao longo do tempo. A reserva de saturação, em que um filme estreia simultaneamente em milhares de cinemas, e as compras massivas de mídia são agora comuns para os grandes estúdios de Hollywood. De acordo com Peter Biskind, Tubarão "diminuiu a importância das críticas impressas, tornando virtualmente impossível para um filme crescer lentamente, encontrando seu público por força da mera qualidade. [...] Além disso, Tubarão aguçou o apetite corporativo por grandes lucros rapidamente, ou seja, os estúdios queriam que cada filme fosse um 'Tubarão' imediatamente". O estudioso Thomas Schatz escreve que o filme "recalibrou o potencial de lucro do sucesso de Hollywood e redefiniu seu status tanto como uma mercadoria comercializável como um fenômeno cultural. O filme trouxe um fim enfático à recessão de cinco anos de Hollywood, ao mesmo tempo em que inaugurou uma era de thrillers de alto custo, alta tecnologia e alta velocidade".
O filme também desempenhou um papel importante no estabelecimento do verão como a principal estação para o lançamento dos maiores concorrentes de bilheteria dos estúdios de cinema, bem como seus sucessos de bilheteria pretendidos. Até então, o inverno era há muito tempo a época em que os sucessos mais esperados eram lançados, enquanto o verão era amplamente reservado para o descarte de filmes considerados de baixo desempenho. Tubarão e Star Wars são considerados como o início do novo modelo de negócios da indústria cinematográfica dos Estados Unidos, dominado por filmes de "alto conceito" (com premissas que podem ser facilmente descritas e comercializadas), bem como o início do fim do período da Nova Hollywood, que viu os filmes de auteur cada vez mais desconsiderados em favor de filmes lucrativos de grande orçamento. A era da Nova Hollywood foi definida pela relativa autonomia que os cineastas conseguiram atingir dentro do grande sistema de estúdios; na descrição de Biskind, "Spielberg foi o Cavalo de Tróia por meio do qual os estúdios começaram a reafirmar seu poder".
O longa também teve repercussões culturais mais amplas. Semelhante à forma como a cena crucial em Psycho (1960), que fez dos chuveiros uma nova fonte de ansiedade para algumas pessoas, Tubarão levou muitos espectadores a temerem entrar no oceano. Uma significativa redução de turistas às praias em diversos locais em 1975 foi atribuída ao lançamento do filme, bem como mais relatos de avistamentos de tubarões. O filme ainda é visto como responsável por perpetuar estereótipos negativos sobre tubarões e seu comportamento e por originar o chamado "efeito Tubarão", que supostamente inspirou "legiões de pescadores [que] se amontoaram em barcos e mataram milhares de predadores do oceano em torneios de pesca de tubarões". Benchley mais tarde faria uma campanha para impedir a extinção de tubarões, dizendo que "Tubarão era inteiramente uma ficção". Spielberg mais tarde ecoou esse sentimento, dizendo que lamentava "a dizimação da população de tubarões por causa [da má interpretação] do livro e do filme". Grupos de conservação lamentaram o fato de que o filme tornou consideravelmente mais difícil convencer o público de que os tubarões deveriam ser protegidos.
Tubarão estabeleceu um modelo para muitos filmes de terror subsequentes, a ponto de o roteiro do filme de ficção científica Alien, o Oitavo Passageiro de Ridley Scott de 1979 ter sido apresentado aos executivos da Fox como um "Tubarão no espaço". O filme deu início a uma onda de lançamentos de muitas outras produções envolvendo animais, geralmente aquáticos, devoradores de humanos nas décadas de 1970 e 1980 como Grizzly, Mako: The Jaws of Death, Eaten Alive (lançados em 1976), Tintorera, Day of the Animals, Orca (lançados em 1977), Barracuda (1978) e Alligator (1980). Spielberg declarou Piranha (1978), dirigido por Joe Dante e escrito por John Sayles, "o melhor dos ripoffs de Tubarão". Entre os vários mockbusters estrangeiros baseados no filme, três vieram da Itália: L'ultimo squalo (1981), que originou um processo de plágio pela Universal e foi até comercializado em alguns países como parte da franquia Tubarão; Shark - Rosso nell'oceano (1984), que foi apresentado num episódio da série Mystery Science Theater 3000 sob o título "Devil Fish"; e Sangue negli abissi (1989), que adiciona um elemento sobrenatural à história. O filme brasileiro de 1976 Bacalhau (escrito e dirigido por Adriano Stuart) parodia Tubarão, apresentando um bacalhau assassino no lugar de um tubarão. O filme de terror japonês de 2009 Psycho Shark foi lançado nos Estados Unidos sob o título "Jaws in Japan". O cineasta Takashi Yamazaki citou Tubarão e o diretor Spielberg como influência para seu filme japonês kaiju de 2023 Gojira Mainasu Wan. No mesmo ano, o cineasta Denis Villeneuve nomeou Tubarão um dos seus filmes favoritos, citando-o como uma das suas influências para seu filme Dune de 2021.

### Reconhecimento e honrarias
Nos anos seguintes ao seu lançamento, Tubarão tem sido frequentemente citado por críticos de cinema e profissionais da indústria como um dos maiores filmes de todos os tempos. Em 2003, o The New York Times incluiu o filme em sua lista dos mil melhores filmes já feitos. No ano seguinte, Tubarão ficou no topo da lista de filmes mais assustadores apresentada pela minissérie The 100 Scariest Movie Moments da rede de TV americana Bravo. A Associação de Críticos de Cinema de Chicago o nomeou o sexto filme mais assustador já feito em 2006. Em 2008, Tubarão foi eleito o quinto maior filme da história pela revista Empire, que também colocou Quint na posição 50 em sua lista dos "100 Maiores Personagens de Cinema de Todos os Tempos". O filme foi citado em muitas outras listas de melhores filmes de diversos veículos de mídia incluindo Entertainment Weekly, Film4, Rolling Stone, Total Film, TV Guide, Vanity Fair e Variety.
O American Film Institute incluiu Tubarão nas seguintes listas:
- 1998: Melhores filmes estadunidenses – #48[231]
- 2001: Filmes estadunidenses mais emocionantes – #2[232]
- 2003: Maiores heróis e vilões do cinema estadunidense:
  - O tubarão do filme – #18 (na lista de Vilões)[233]
- 2005: Melhores frases e citações do cinema estadunidense:
  - "You're gonna need a bigger boat" ("Você vai precisar de um barco maior"), dito por Brody – #35[234]
- 2005: Melhores trilhas sonoras do cinema estadunidense – #6[78]
- 2007: Melhores filmes estadunidenses (atualização) – #56[235]

Em 2001, a Biblioteca do Congresso dos Estados Unidos selecionou o filme para preservação no National Film Registry, reconhecendo Tubarão como um filme de terror marcante e o primeiro "grande filme de verão" da história. Em 2006, seu roteiro foi classificado como o 63º melhor de todos os tempos pelo Writers Guild of America. Em 2012, o Motion Picture Editors Guild listou o filme como a oitava produção mais bem editada de todos os tempos com base em uma pesquisa com seus membros.

### Adaptações e mercadorias

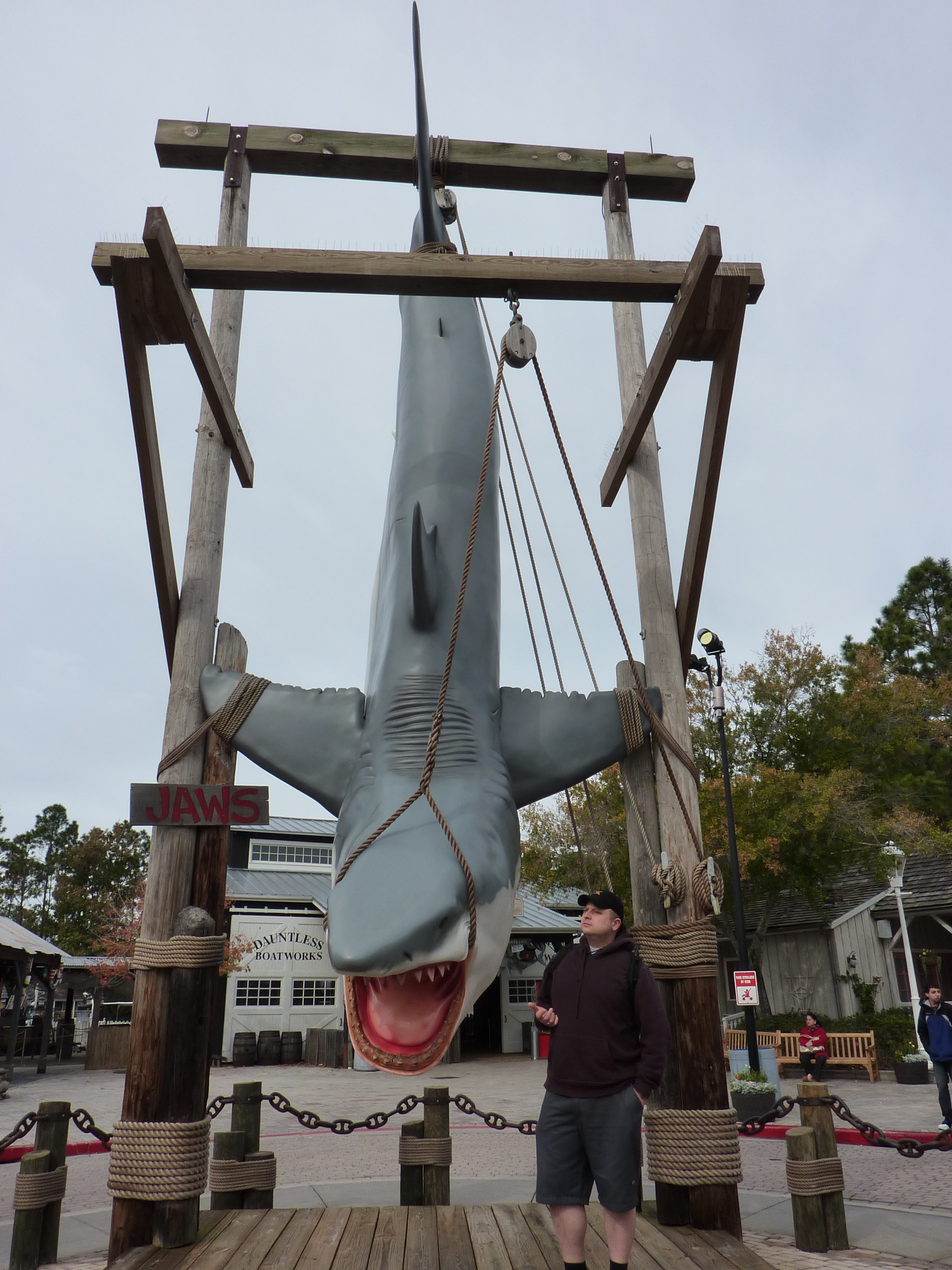
A entrada da atração Jaws, agora fechada, no Universal Studios Florida.

O filme inspirou duas atrações em parques temáticos: uma no Universal Studios Florida (que fechou em janeiro de 2012), e outra no Universal Studios Japan. Existe também uma versão animatrônica de uma cena do filme no Studio Tour no Universal Studios Hollywood. Houve pelo menos duas adaptações musicais: JAWS The Musical!, que estreou em 2004 no Minnesota Fringe Festival, e Giant Killer Shark: The Musical, que estreou em 2006 no Toronto Fringe Festival. Três videogames baseados no filme foram lançados: Jaws de 1987, desenvolvido pela LJN para a plataforma NES da Nintendo; Jaws Unleashed de 2006, desenvolvido pela Majesco Entertainment para Xbox, PlayStation 2 e PC; e Jaws: Ultimate Predator de 2011, também da Majesco, para Nintendo 3DS e Wii. Um jogo para celular foi lançado em 2010 para o iPhone. A Aristocrat fez uma máquina caça-níqueis oficialmente licenciada com base no filme.
Em 2017, a desenvolvedora de videogames Zen Studios desenvolveu e lançou uma adaptação de pinball virtual do filme como parte do pacote complementar Universal Classics para o jogo de pinball virtual Pinball FX 3. Esta mesa apresenta figuras 3D de Quint e do tubarão, com a oportunidade de jogar missões da perspectiva de qualquer personagem. Esta mesa foi remasterizada para o Pinball FX em 31 de março de 2022.
O musical Bruce, baseado no livro The Jaws Log de Carl Gottlieb, teve sua estreia mundial no teatro Seattle Rep de 27 de maio a 3 de julho de 2022. O musical aborda as dificuldades que Spielberg encontrou ao fazer o filme, incluindo os problemas contínuos com os tubarões mecânicos.
A Lego lançou um conjunto baseado na cena em que o tubarão ataca a Orca com o chefe Martin Brody, Matt Hooper e Sam Quint. O conjunto foi lançado em agosto de 2024 e apresenta 1.497 peças.

### Homenagens
O ator Richard Dreyfuss fez uma aparição especial no filme Piranha 3D de 2010, um remake moderno do filme de 1978. Dreyfuss interpreta Matt Boyd, um pescador que é a primeira vítima das criaturas do filme. Dreyfuss mais tarde afirmou que seu personagem era uma paródia e uma quase reencarnação de Matt Hooper, seu personagem em Tubarão. Durante sua aparição, o personagem de Dreyfuss ouve a música "Show Me the Way to Go Home" no rádio, que Hooper, Quint e Brody cantam juntos a bordo do Orca.
Martha's Vineyard, locação principal de Tubarão, comemorou o trigésimo aniversário do filme em 2005 com um festival intitulado "JawsFest", que teve uma segunda edição em 2012. Um grupo independente de fãs produziu o documentário de longa-metragem The Shark Is Still Working, apresentando entrevistas com o elenco e a equipe do filme. Narrado por Roy Scheider e dedicado a Peter Benchley, que morreu em 2006, estreou no Los Angeles United Film Festival de 2009.
O filho de Shaw, Ian Shaw, co-escreveu e estrelou como seu pai na peça The Shark Is Broken, que contava a história da produção de Tubarão, o qual estreou no Festival Fringe de Edimburgo em 2019 e foi transferida para o West End em outubro de 2021.
Em 24 de março de 2020, foi anunciado que Donna Feore dirigirá e coreografará Bruce, a releitura musical da história dos bastidores de Tubarão, com Richard Oberacker escrevendo o livro musical e as letras e Robert Taylor trabalhando na música. A estreia estava originalmente marcada para junho de 2021, mas foi adiada para junho de 2022 no Seattle Repertory Theatre.
Em 20 de novembro de 2020, uma réplica do tubarão, também chamado de "Bruce", foi erguida no Museu da Academia de Artes e Ciências Cinematográficas em preparação para a inauguração do museu em abril de 2021. Esperava-se que fosse uma grande atração. Greg Nicotero passou sete meses restaurando a peça, que havia sido criada depois que os três tubarões originais foram destruídos, ficando em exibição por quinze anos no Universal Studios Hollywood. Após esse tempo, a peça ficou 25 anos em um ferro-velho, até que o proprietário a doou ao museu em 2016.

## Mídia doméstica e televisão
O filme foi disponibiiliado em home video pela primeira vez em 1978 através do formato LaserDisc, comercializado na América do Norte pela MCA DiscoVision. Um segundo LaserDisc foi lançado em 1992 antes de uma terceira e última versão ser lançada sob o selo Signature Collection da MCA/Universal Home Video em 1995. Este lançamento foi um box-set elaborado que incluía cenas deletadas e outtakes, um novo documentário de duas horas sobre a produção do filme dirigido e produzido por Laurent Bouzereau, uma cópia do romance original e um CD contendo a trilha sonora de John Williams.
A MCA Home Video lançou Tubarão pela primeira vez em VHS em 1980. Para o vigésimo aniversário do filme em 1995, a MCA Universal Home Video lançou uma fita como parte da Collector's Edition com uma retrospectiva em making-of. Este lançamento vendeu 800.000 unidades na América do Norte. O úlitmo lançamento em VHS do filme, marcando o 25º aniversário de Tubarão em 2000, veio com uma fita complementar contendo um documentário, cenas deletadas, outtakes e um trailer.
Tubarão foi lançado pela primeira vez no formato DVD em 2000, também durante as comemorações do 25º aniversário do filme, acompanhado por uma campanha publicitária massiva. O lançamento apresentou um documentário de cinquenta minutos sobre a produção do filme (uma versão editada do que foi apresentada no lançamento do LaserDisc de 1995), com entrevistas com Spielberg, Scheider, Dreyfuss, Benchley e outros membros do elenco e da equipe. Outros extras incluíram cenas deletadas, outtakes, trailers, fotos da produção e storyboards. Este DVD vendeu um milhão de cópias em apenas um mês. Em junho de 2005, uma edição comemorando o trigésimo aniversário foi lançada no festival JawsFest em Martha's Vineyard. Esse novo DVD teve muitos extras vistos nos lançamentos anteriores em mídia doméstica, incluindo o documentário completo de duas horas de Bouzereau e uma entrevista inédita com Spielberg conduzida no set de Tubarão em 1974.
No segundo JawsFest em agosto de 2012, o primeiro Blu-ray Disc de Tubarão foi lançado, com a inclusão de mais de quatro horas de conteúdos extras, incluindo o documentário The Shark Is Still Working. O lançamento do Blu-ray fez parte das comemorações do centenário da Universal e estreou em quarto lugar nas paradas, com mais de 362.000 unidades vendidas. O filme foi lançado em Blu-ray 4K Ultra HD em 1º de junho de 2020.
Na televisão estadunidense, a emissora ABC transmitiu o filme pela primeira vez em 4 de novembro de 1979, logo após seu relançamento nos cinemas. Essa primeira transmissão atraiu 57% do público televisivo, se tornando a segunda maior audiência registrada por um filme na televisão americana na época atrás apenas de Gone with the Wind (1939). No Reino Unido, 23 milhões de pessoas assistiram à sua transmissão inédita em outubro de 1981 pela ITV, atingindo a segunda maior audiência da TV britânica para um longa-metragem até os dias atuais, atrás de Live and Let Die (1973). No Brasil, o filme estreou na televisão em 3 de setembro de 1984 pela Rede Globo sendo exibido na sessão Cinema Especial.

## Sequências
Tubarão ganhou três sequências que foram recebidas de maneira menos favorável pela crítica e obtendo um desempenho comercial muito abaixo do primeiro filme. Suas receitas domésticas combinadas chegam a apenas metade da atingida pelo filme original. Em outubro de 1975, Spielberg declarou ao público de um festival de cinema que "fazer uma sequência de qualquer coisa é apenas um truque barato de parque de diversões". No entanto, ele considerou assumir a primeira sequência quando seu diretor original, John D. Hancock, foi demitido do projeto; no final das contas, suas obrigações com Contatos Imediatos do Terceiro Grau (1977), no qual ele estava trabalhando com Dreyfuss, tornaram isso impossível. Tubarão 2 acabou sendo dirigido por Jeannot Szwarc, com Scheider, Gary, Hamilton e Jeffrey Kramer reprisando seus papéis; é geralmente considerado a melhor das sequências.
Tubarão 3 (1983) não apresenta nenhum dos atores originais, embora tenha sido dirigido por Joe Alves, que atuou como diretor de arte e designer de produção, respectivamente, nos dois filmes anteriores. Estrelado por Dennis Quaid e Louis Gossett Jr., foi recebido com críticas fortemente negativas principalmente devido ao seu fracassado formato 3D. A última das sequências, Jaws: The Revenge (1987), foi dirigida por Joseph Sargent; co-estrelado por Michael Caine, o filme contou com o retorno de Lorraine Gary como Ellen Brody. A revista Entertainment Weekly listou The Revenge entre as piores sequências já feitas.
Embora todas as três sequências tenham obtido lucro nas bilheterias (com Tubarão 2 e Tubarão 3 constando entre os vinte filmes de maior bilheteria em seus respectivos anos de lançamento), tanto os críticos quanto o público ficaram amplamente insatisfeitos com os filmes.